# اسماعیل حلالی
اسماعیل حلالی (زاده ۲۲ مرداد ۱۳۵۲ تبریز) بازیکن سابق و مربی فوتبال اهل ایران است.
وی ۶ سال عضو باشگاه پرسپولیس بوده‌است و در ۱۱۸ بازی که با لباس این تیم به زمین رفته ۱۰ گل به ثمر رسانده‌است. او در دربی معروفی که پرسپولیس در آن نه نفره شد، یکی از دو اخراجی پرسپولیس بود.
حلالی سابقه بازی برای باشگاه‌های ماشین‌سازی، تراکتورسازی، پرسپولیس، صنعت نفت، پیکان، استقلال اهواز، شهرداری بندرعباس و شاهین بوشهر را نیز دارد. وی ۱۵ بازی ملی در کارنامه دارد.